# Gentuzumab ozogamicina
Gentuzumab ozogamicina, vendido sob o nome comercial Mylotarg, é um fármaco utilizado pela medicina como antineoplásico.

## Propriedades
O G.O. é uma união do antibiótico neoplásico caliqueamicina com o anticorpo kappa. Tem como alvo as células CD33.

## Indicações
É indicado na leucemia mieloide.